# Самогубство в коледжі
Самогубство в коледжі (англ. Dead Man on Campus) — американська кінокомедія 1998 року. У головних ролях знялися Марк-Пол Госселаар та Том Еверетт Скотт. Прем'єра фільму в США відбулася 21 серпня 1998 року.

## Сюжет
Джош — хлопець із Індіани, що вступив до медичного університету й живе за рахунок стипендії. Його сусід по кімнаті Купер місяцями прогулює пари й занадто весело проводить університетське життя, чим заважає Джошові вчитися. Поступово Купер переконав Джоша повеселитися кілька вечорів, після чого оцінки Джоша значно погіршилися.
Батько Купера, що заробляє гроші тим, що прочищає каналізацію, попередив сина, що в разі його виключення з університету він працюватиме на найбруднішій роботі. Джошові ж необхідно було отримати максимальні бали з предметів, аби й надалі отримувати стипендію. Хлопці дізналися зі статуту навчального закладу, що студенти, сусід яких покінчив життя самогубством, отримають найвищі оцінки. Джош і Купер вивчили справи всіх студентів, відібрали параноїків, маніяків для того, щоб підселити когось із них до своєї кімнати й довести його до самогубства.
Після кількох невдалих спроб вони дізналися, що один студент зробив спробу самогубства, випивши пігулки. Та Джош не зміг спостерігати за цим спокійно й врятував життя хлопцеві. Після цього він сам удав, що стрибне з мосту для того, щоб Купера не вигнали з університету.

## У головних ролях
- Том Еверетт Скотт — Джош
- Марк-Пол Косселаар — Купер
- Поппі Монтгомері — Рейчел (дівчина Джоша)
- Лохлін Мунро — Кліфф
- Ренді Перлстейн — Баклі
- Корі Пейдж — Метт
- Елісон Ханніган — Люсі
- Мері Морроу — Крістін
- Джейсон Сігел — Кайл (сусід Джоша й Купера, що тимчасово переселився до своєї дівчини)
- Лінда Карделліні — Келлі

## Кінокритика
- На сайті Rotten Tomatoes кінострічка отримала рейтинг у 15 % (5 схвальних та 29 негативних відгків).[2]